# Thorkel Farserk
Thorkel Farserk (nórdico antiguo: Þorkell farserkur) fue un explorador vikingo y uno de los colonos procedentes de Islandia que acompañaron a Erik el Rojo en su viaje hacia Groenlandia, hacia finales del siglo X. Su historia aparece en Landnámabók donde se cita que Thorkel era hijo de la hermana de Erik y su nuevo asentamiento groenlandés abarcaba un vasto territorio llamado Hvalseyarfjord (hoy Hvalsey (Qaqortukulooq) cerca de Qaqortoq), que se encontraba entre Eiriksjord y Einarsfjord, y muchos de los habitantes de la región son sus descendientes. Su presencia era poderosa, fuerte en cuerpo y espíritu.
Era costumbre en la era vikinga agasajar a los invitados con un festín cuando regresaban de sus incursiones vikingas estivales, una celebración que podía durar hasta tres días. Un otoño, quiso preparar un festín a Erik pero no tenía a mano ninguna nave disponible para ir hasta la isla de Hvalsey y traer un cordero, así que decidió ir a nado y traerlo sobre sus espaldas, un recorrido de aproximadamente milla y media.
Thorkel, fue enterrado en Hvalseyjarfjord a su muerte y la leyenda dice que desde entonces aquel lugar se encuentra embrujado.

## Climatología
La historia de Thorkel ha sido objeto de estudios entre climatólogos. H. H. Lamb menciona que la distancia recorrida a nado es de casi dos millas y según el doctor L.G.C.E. Pugh del Medical Research Laboratories, en Hampstead, tomando como precedente los nadadores que cruzaron a nado el Canal de la Mancha, afirma que el límite para el cuerpo humano se sitúa en +10 °C sin entrenamiento en largas distancias, aunque el individuo sea fuerte o gordo. Actualmente la temperatura en las aguas groenlandesas, oscila entre +3 y +6 °C, por lo que se teoriza que la colonización fue posible por un calentamiento global durante un largo periodo. Los entierros vikingos de la época confirman que el permafrost era más profundo, lo que implica que los colonos vivieron en un entorno con un clima mucho más templado que el actual.